# 天鹅河 (曼尼托巴省)
天鹅河是加拿大马尼托巴省的一个社区。它也是周围社区的中心。总人口4,032，居该省第13位。

## 地理
该镇位于天鹅河畔，天鹅河注入天鹅湖。该湖即以湖上的天鹅得名。

## 经济
该地经济以农业、林业及相关产业为主。

## 交通
该地有一个小型机场，即天鹅河机场。